# ICE 1
ICE 1 — перший серійний німецький швидкісний електропоїзд сімейства ICE. В 1991 році він почав здійснювати рейси по залізницях Німеччини з максимальною швидкістю 280 км/год.
Поїзд складається з двох головнихмоторних (BR 401), і 12-14 причіпних вагонів (BR 801–804). Іноді до їх складу включаються вагони від ICE 2 (вагони ICE 1 і ICE 2 сумісні між собою).
Один з 60 побудованих поїздів був знищений в результаті катастрофи під Ешеде. Решта поїздів у період з 2005 по 2008 рік пройшли ремонт з продовженням терміну служби, що дозволило їм залишитися в роботі ще 10-15 років.

## Конструкція
Склади формуються з двох головних моторних вагонів і 12 (до 2008 року — від 9 до 14) проміжних причепних вагонів .
12-вагонні поїзди включають в себе 4 вагони першого класу (вагони 9, 11, 12, 14), один вагон-ресторан (8) і сім вагонів другого класу (1-7). Палити заборонено у всьому поїзді. Вагони 1, 3, 9, 11, 14 обладнано ретрансляторами стільникового зв'язку.
Довжина 12-вагонного складу становить 357,9 метрів.